# 334 Chicago
334 Chicago é um asteroide localizado no cinturão principal que é classificado como um asteroide tipo C e é provavelmente composto de carbono. possui uma magnitude absoluta de 7,64 e um diâmetro com cerca de 167,26 ± 7,27 km.
Foi nomeado em homenagem à cidade norte-americana Chicago.

## Descoberta
334 Chicago foi descoberto no dia 23 de agosto de 1892, pelo astrônomo Max Wolf através do Observatório Heidelberg-Königstuhl, situado na Alemanha.

## Características orbitais
A órbita de 334 Chicago tem uma excentricidade de 0,027 e possui um semieixo maior de 3,898 UA. O seu periélio leva o mesmo a uma distância de 3,794 UA em relação ao Sol e seu afélio a 4,002 UA.